# Chiococca steyermarkii
Chiococca steyermarkii är en måreväxtart som beskrevs av Paul Carpenter Standley. Chiococca steyermarkii ingår i släktet Chiococca och familjen måreväxter.
Artens utbredningsområde är Guatemala. Inga underarter finns listade i Catalogue of Life.